# جون غونتر
جون غونتر (بالإنجليزية: John Gunter)‏ هو لاعب كرة قدم أسترالية أسترالي، ولد في 29 أغسطس 1883، وتوفي في 23 يناير 1963.

## وصلات خارجية
- جون غونتر على موقع AustralianFootball.com (الإنجليزية)
- جون غونتر على موقع AFLtables.com (الإنجليزية)